# Théâtre national populaire
Pour les articles homonymes, voir TNP.
Résidence
Le Théâtre national populaire (TNP) est une institution théâtrale fondée en 1920 par le metteur en scène Firmin Gémier au palais de Chaillot à Paris, et située depuis 1972 place Lazare-Goujon dans le quartier des Gratte-Ciel à Villeurbanne.
Le TNP a pour mission de développer une politique de spectacles de qualité, accessibles au plus grand nombre. Du théâtre « élitaire pour tous », selon la formule d'Antoine Vitez. Le TNP est un Centre dramatique national, c'est-à-dire qu'il assure une mission de création, production et accueil de spectacles dans le domaine théâtral. Il dispose en outre de son atelier de construction de décor.

## Historique

### Période Firmin Gémier (1920-1933)
Le Théâtre national populaire est fondé par Firmin Gémier (1863-1933), acteur et metteur en scène français, également directeur du théâtre de l'Odéon à la même époque. Situé dans le palais du Trocadéro à Paris, il s'inscrit dans la lignée du Théâtre-Libre d'André Antoine, où Gémier avait fait ses débuts comme acteur et régisseur, à savoir proposer un théâtre de qualité et bon marché pour un public populaire. Après le décès de Gémier, Albert Fourtier, son co-directeur, puis Paul Abram (co-directeur de Gémier à l'Odéon) et Pierre Aldebert se succèdent à la direction du nouveau théâtre de Chaillot, entièrement reconstruit en 1937, l’enseigne lumineuse « Théâtre national populaire » ayant été démontée en août 1935 au moment de la fermeture de l'édifice pour démolition.
À la Libération, l'ONU installe son siège dans les locaux. Aldebert continue néanmoins à y organiser des concerts de galas jusqu’en 1951.

### Période Jean Vilar (1951-1963)

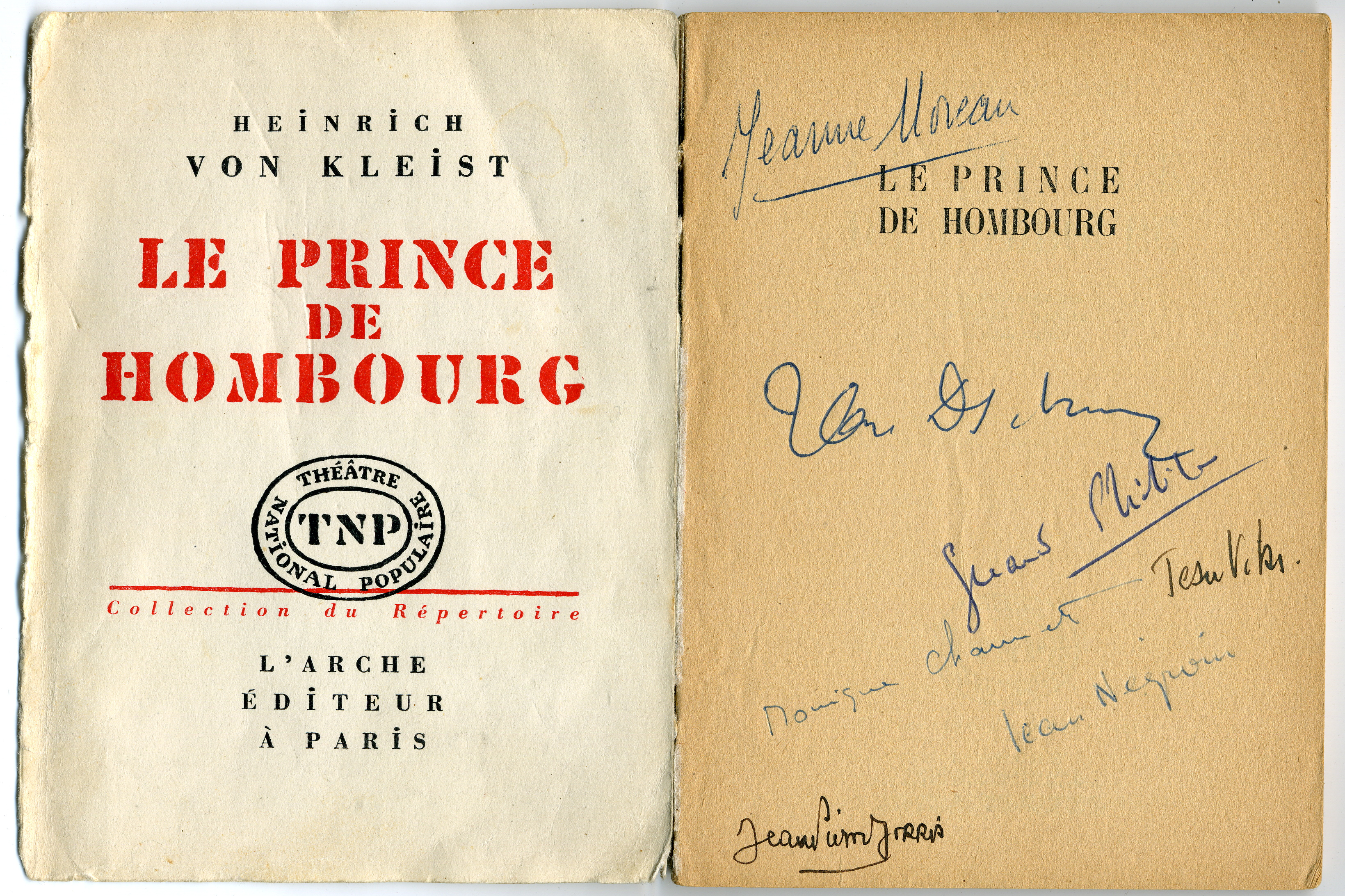
Livret de la pièce Le Prince de Hombourg (1952) avec les autographes des artistes.

En 1951, Jean Vilar - qui a créé le festival d'Avignon en 1947 - prend la direction du nouveau TNP, avec l'appui de Jeanne Laurent. Le TNP joue plusieurs années à Suresnes, au centre Albert-Thomas, en attendant la restitution du palais de Chaillot. Jean Vilar s'attache à offrir des spectacles de qualité, mais accessibles au plus grand nombre, concevant le théâtre comme un service public parmi d'autres.
Sous sa direction, une troupe permanente significative est créée au TNP, à l'image de ce qui existe à la Comédie Française, adossée à une école d'art dramatique. Il s'attache de jeunes et brillants comédiens, notamment Gérard Philipe, qu'il dirige dans Le Cid ou Le Prince de Hombourg d'Heinrich von Kleist. Outre Gérard Philipe, peuvent être cités Georges Wilson, Philippe Noiret, Maurice Coussonneau, Alain Cuny, Jean Topart. Et parmi les comédiennes : Jeanne Moreau, Maria Casarès, Monique Chaumette, Germaine Heygel (appelée encore Germaine Montero), Christiane Minazzoli, Françoise Spira, ou encore Silvia Monfort.
Les créations se multiplient, Jean Vilar favorisant les classiques. Dans le même temps, il engage comme directeur de la musique le jeune compositeur Maurice Jarre, lequel compose les partitions de 36 pièces de théâtre, dont la fameuse fanfare de Lorenzaccio. Il s'adjoint également les services du duo de chansonniers cabarettistes Marc et André pour interpréter les chansons des pièces qu'il montera.

Logo du TNP créé par Marcel Jacno en 1951, composé en caractère Chaillot.

Il s'agit d'un des premiers théâtres possédant une stratégie de développement propre. Le public est attiré en allant à sa rencontre et en mettant en œuvre une politique de communication, fondée sur la revue Bref, et surtout sur la collaboration avec des associations, des comités d'entreprise. Jean Vilar parvient ainsi à ouvrir le théâtre et lui donner une nouvelle image, même s'il lui est reproché de ne jamais être parvenu à faire venir le « public ouvrier ». Le TNP est un modèle sur lequel se développent de nombreux autres théâtres en province.
D'octobre 1959 à mai 1961, le théâtre Récamier est la seconde salle du TNP.
Des archives du Théâtre national populaire (principalement sous la direction de Jean Vilar) sont conservées aux Archives nationales.

### Période Georges Wilson (1963-1972)
En 1963, Georges Wilson succède à Jean Vilar et crée dans le bâtiment une seconde salle vouée aux auteurs contemporains, la salle Jean-Vilar (1 250 places).

### Période Roger Planchon (1972-2002)

#### Avec Patrice Chéreau (1972-1982)
En 1972, Jacques Duhamel, ministre des Affaires culturelles, décide alors de transférer le TNP à Villeurbanne, au théâtre de la Cité de Villeurbanne, qui a été fondé en 1957 par Roger Planchon. Le TNP passe alors sous la direction de Roger Planchon, Patrice Chéreau et Robert Gilbert, avec la mission explicite de présenter ses créations à travers la France, dans le réseau des institutions culturelles nationales.
La direction du Théâtre de Chaillot est confiée quant à elle à Jack Lang cette même année 1972, puis à André-Louis Perinetti en 1975 avant de devenir, en 1981, le Théâtre national de Chaillot sous la direction d'Antoine Vitez.

#### Avec Georges Lavaudant (1986-1996)
En 1986, Georges Lavaudant remplace Patrice Chéreau et partage la direction du TNP avec Roger Planchon jusqu’en 1996.

### Période Christian Schiaretti (2002-2019)
En 2002, Christian Schiaretti, précédemment directeur de la Comédie de Reims, succède à Roger Planchon. Le TNP compte alors une troupe de 13 acteurs permanents.
32,8 millions d'euros sont investis dans la rénovation du bâtiment, prenant en compte la construction du site (2008-2009) et la restructuration et extension du site principal (2008-2011).
Un grand bal populaire se tient le 17 septembre 2011 pour fêter l'inauguration qui a lieu le 11 novembre 2011 avec  Ruy Blas de Victor Hugo, mis en scène par Christian Schiaretti, avec Nicolas Gonzales dans le rôle de Ruy Blas et Robin Renucci dans celui de don Salluste.
Depuis sa rénovation, le TNP est doté de trois salles de spectacle et de quatre salles de répétitions. Il s’inscrit ainsi comme l'une des plus importantes scènes du théâtre en Europe.

Intérieur du TNP rénové
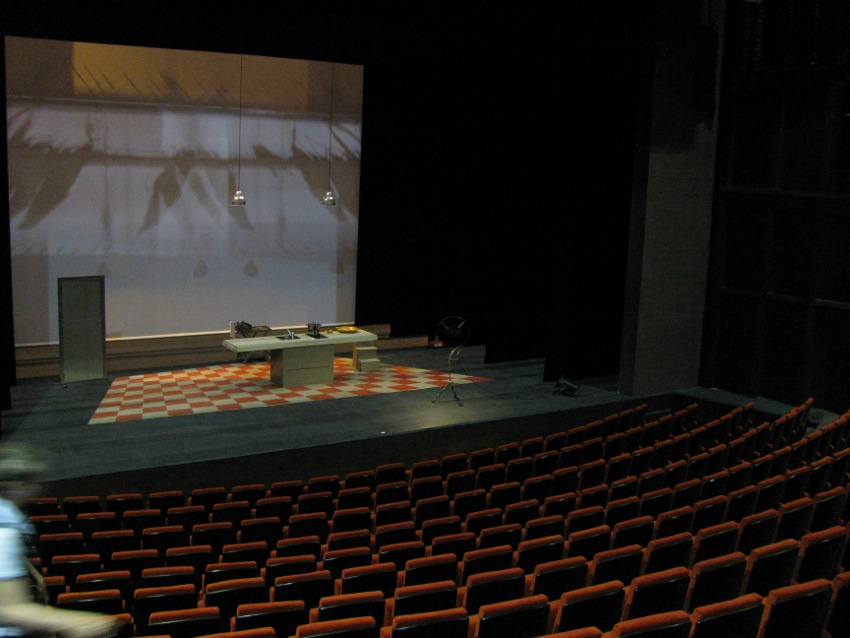
La salle et la scène
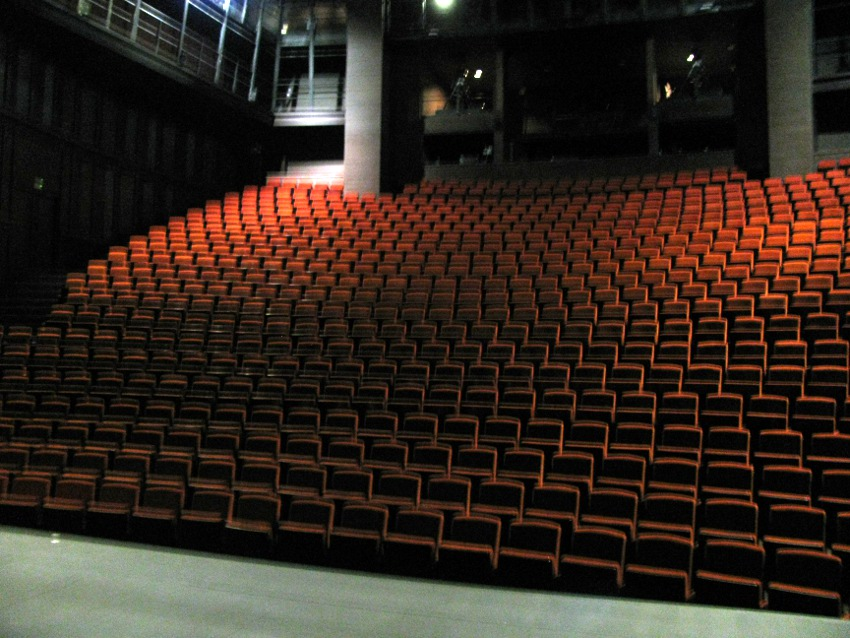
Salle Roger Planchon - 667 places - vue depuis la scène
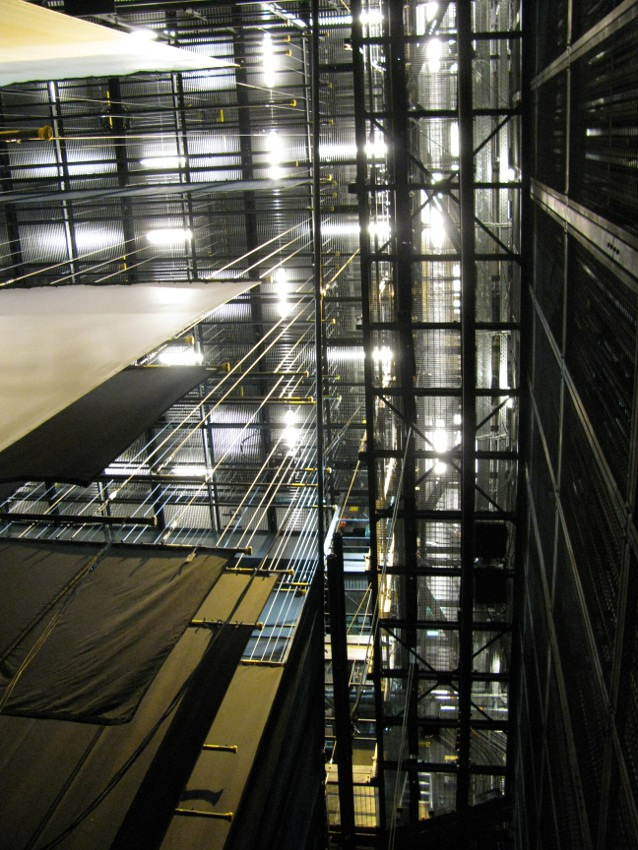
En coulisses, vue sur les cintres

### Période Jean Bellorini (depuis 2020)
À compter du 1er janvier 2020, le metteur en scène Jean Bellorini remplace Christian Schiaretti au poste de directeur.

## Directions
- 1920-1933 : Firmin Gémier
- 1933-1938 : Albert Fourtier
- 1938-1940 : Paul Abram
- 1940-1951 : Pierre Aldebert
- 1951-1963 : Jean Vilar
- 1963-1972 : Georges Wilson
- 1972-2002 : Roger Planchon
  - avec Patrice Chéreau et Robert Gilbert (1972-1982)
  - avec Robert Gilbert (1982-1986)
  - avec Georges Lavaudant et Robert Gilbert (1986-1996)
- 2002-2019 : Christian Schiaretti
- 2020-2026 : Jean Bellorini[12],[13],

### Discographie
- Maurice Jarre, Musiques de scènes pour le TNP (1951 - 1963), Milan Music, 1997 (3CD).Ce coffret propose des extraits de 33 partitions composées par M. Jarre, enregistrées en dehors des représentations elles-mêmes. Le livret comprend la distribution intégrale de chacune des pièces représentées.
- Les Grandes Heures du TNP, RYM Musique, 2007 (5CD).Ce coffret comprenant 5 CD, un DVD et un livre sur Jean Vilar, sous la direction artistique de Jacques Hiver, propose des enregistrements d'une sélection de pièces jouées par le TNP ainsi que des enregistrements de textes dits par Gérard Philipe et Jean Vilar.